# 霍爾坦納峰

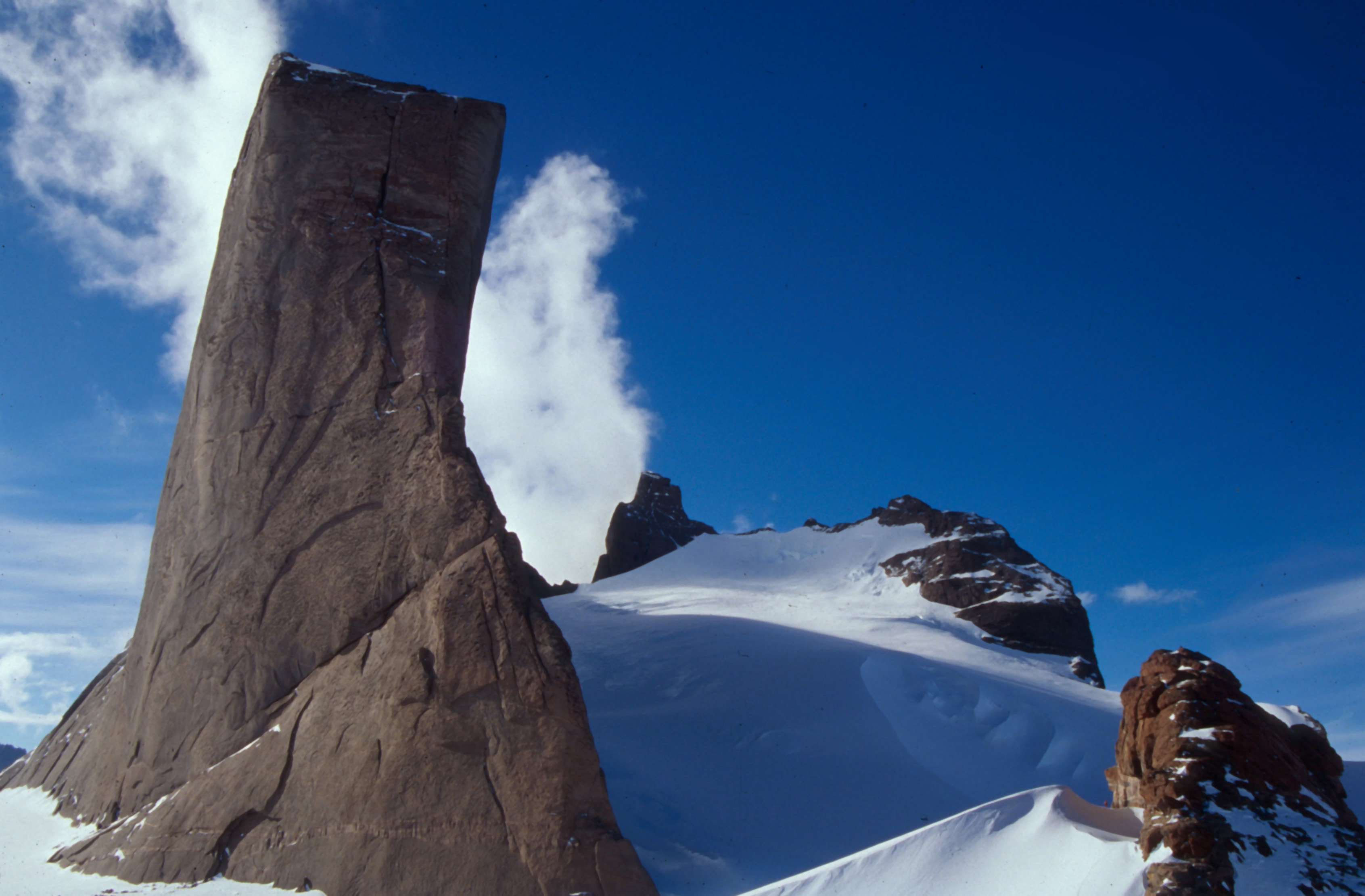

霍爾坦納峰（英語：Holtanna Peak）是南極洲的山峰，位於毛德皇后地，屬於芬里斯謝夫滕山的一部分，海拔高度2,650米，現時受南極條約體系管理，人類在1996年首次登頂。
71°55′S 8°22′E / 71.917°S 8.367°E